# Андромеда (митологија)
Андромеда је у грчкој митологији била кћер етиопског краља Кефеја и Касиопеје. Персејева жена.

## Митологија
Андромедина мајка се хвалила да је лепша од божанских Нереида што је њих увредило, па су тражиле од Посејдона, бога мора, да казни Касиопеју.Бог је послао морско чудовиште које је почело да пустоши земљу којом је владао Кефеј. У жељи да спасе свој народ, краљ је упитао Амоново пророчиште за савет и добио је одговор да ће пустошење престати када чудовишту жртвује своју кћерку Андромеду. Народ је присилио свог краља да то и учини и Андромеда је везана за стену на морској обали. Међутим, спасао ју је Персеј, који је од њеног оца затражио и њену руку. Према једној причи, краљ је одбио, па је Андромеда побегла са Персејем. Према другој, уприличено је свадбено весеље, али је на њега дошао и младин бивши вереник Агенор или Финеј, са намером да убије Персеја. Међутим, Персеј га је савладао, а Андромеда је отишла са њим на острво Серифос,, где он спасава своју мајку Данају. Затим одлазе у Аргос, где је Персеј законити наследник престола. Међутим, након што је случајно убио Аргосовог краља, његовог деду Акрисија, Персеј је одлучио да уместо тога постане краљ суседног Тиринта. Родила му је синове Алкеја, Стенела, Местора, Електриона, Хелеја и Кинура и кћер Горгофону. Као Андромедин син се помињао и Перс, предак Персијанаца. Њихови потомци владају Микеном од Електриона до Еуристеја, након чега Атреј добија краљевство. Велики херој Херакле (Херкулес у римској митологији) такође је потомак, његова мајка Алкмена је Електрионова ћерка, док је (као и његовог деде Персеја) његов отац је бог Зевс. Богиња Атина (или њена римска верзија Минерва) поставља Андромеду на северно небо у тренутку њене смрти као сазвежђе Андромеда, заједно са Персејем и њеним родитељима Кефејем и Касиопејом, у знак сећања на Персејеву храброст у борби против морског чудовишта Кита.
После смрту постала је сазвежђе.

## Андромедине етничке припадности
Андромеда је била ћерка краља и краљице Етиопије (Aithiopia/Aethiopia), коју су стари Грци лоцирали на рубу света земаља јужно од Египта (Нубија). Термин Aithiops се генерално примењивао на Нубијце и друге народе који су живели изнад екватора, између Атлантског океана и Индијског океана, а изведен је од грчких речи αἴθω и ὤψ (aitho 'горим' + опс 'лице'), што се преводи као преплануло лице у облику именице и црвено-браон у облику придева, као референца на црноафричке староседеоце Краљевине Куш. Хомер напомиње да Етиопљани живе „на крају света, који има две половине, једну која гледа на запад, а другу на истоку“, што је идеја коју је поновио Овидије, који је Етиопију лоцирао поред Индије, близу места где излази сунце. дан. Историчар из 5. века п. н. е. Херодот пише да „Тамо где се југ нагиње ка западу, део света који се пружа најдаље према заласку сунца је Етиопија“, а такође је укључио и план Камбиза II од Персије да нападне Етиопију (Куш).
Међутим, до 1. века п. н. е. утврђена је ривалска локација за Андромедину причу: изданак стена у близини луке древног лучког града Јопе (Ајоп или Џафа, данас део Тел Авива, Израел) постао је повезан са местом Андромединог окивања и спасавања, како извештавају Плиније Старији, путник Паусаније, географ Страбон и историчар Јосиф Флавије. Наведен је случај да је ова нова верзија мита искоришћена да повећа славу и да служи локалној туристичкој трговини Јопе, што је такође постало повезано са библијском причом о Јони у којој је приказано још једно огромно морско створење. Ово је, наравно, било у супротности са Андромединим афричким пореклом, додајући конфузију која је већ била везана за њену етничку припадност, што се огледа у сликама грчких ваза из 5. века које приказују Андромеду коју су пратиле тамнопуте афричке слуге и која је носила одећу која би Грцима изгледала страно, ипак са светлом кожом.
У грчкој антологији, Филодем (1. век пне) писао је о „индијској Андромеди“.
Елизабет Макграт, у свом чланку Црна Андромеда, говори о традицији, коју је промовисао утицајни римски песник Овидије, да је Андромеда тамнопута жена било етиопског или индијског порекла. У својим Хероидима Овидије Сафо објашњава Фаону: „иако ја нисам чисто бела, Кефејева тамна Андромеда/очарала је Персеја својим природним теном./Бели голубови често бирају парове различитих нијанси/и папагај воли црну грлицу”; латинска реч fuscae коју Овидије овде користи за „тамну Андромеду“ односи се на црну или браон боју. На другом месту он каже да је Персеј довео Андромеду из „најтамније“ Индије и изјављује „Нити је Андромедина боја била проблем / њеном крилатом љубавнику“ додајући да „Бело пристаје тамним девојкама; изгледала си тако привлачно у белом, Андромеда“. Овидијев извештај о Андромединој причи прати Еурипидову драму Андромеда у којој је Персеј првобитно погрешио оковану Андромеду за статуу од мермера, што се сматрало да значи да је била светле пути; али пошто су статуе у Овидијево време обично биле осликане тако да изгледају као живи људи, њен тон коже је могао бити било које боје.
Етиопика, грчка романса која се приписује писцу Хелиодору из Емесе из 3. века нове ере, одражава двосмисленост између тамнопутих и светлопутих Андромеда у касној антици. У краљевству Мероз (данашњи Судан), краљица Персина рађа своју ћерку Хариклеју, која је, упркос томе што има црне родитеље, рођена са белом кожом. Мајчино објашњење је да је у тренутку зачећа гледала у слику белопуте Андромеде „коју је Персеј срушио голу са стене, и тако се несрећом изнедрио нешто слично њој“. Након што је дуго била одвојена од родитеља, живећи у Египту и Грчкој, принцеза Хариклеја се враћа кући са својом љубавником Теагнесом и доказује да су њено наслеђе и мајчина прича истинити показујући родитељима једну црну тачку на лакту. Као и митска Андромеда, Хариклеја тако 'пролази' као припадник грчко-римског света, као и њеног афричког родног места.
Ова двосмисленост се такође огледа у опису слике из 2. века софисте Филострата која приказује Персеја и Андромеду. Он наглашава етиопско окружење слике и напомиње да је Андромеда „шармантна по томе што је светле пути иако је у Етиопији“, у јасној супротности са другим „шармантним Етиопљанима са својим чудним бојама и мрачним осмехом“ који су се окупили да развеселе Персеја на овој слици.

## Галерија
- Персеј ослобађа Андромеду, фреска у Помпеји
- Пјеро ди Козимо, Персеј ослобађа Андромеду, око 1510
- Тицијан, Персеј и Андромеда, 1554-1556
- Ђорђо Вазари, Персеј и Андромеда, 1570
- Бартоломео Пасероти, Персеј који ослобађа Андромеду, између 1572. и 1575.
- Паоло Веронезе, Персеј који спашава Андромеду, између 1576. и 1578.
- Јакоб Матам, Андромеда, 1597
- Ђузепе Чезари, Персеј и Андромеда, 1602
- [[|Joachim WtewaelЈоаким Втевал]], Персеј ослобађа Андромеду, 1611
- Доменико Фети, Андромеда и Персеј, око 1621-1622
- Петер Паул Рубенс, Персеј и Андромеда, око 1622. године
- Рембрант, Андромеда окована за стене, 1630
- Пјер Мињар, Ослобођење Андромеде, 1679
- Доменико Гвиди, Андромеда и морско чудовиште, 1694
- Никола Бертин (1667-1736), Персеј ослобађа Андромеду
- Франсоа Буше, Андромеда, 1732
- Шарл Андре ван Ло, Персеј и Андромеда, између 1735. и 1740.
- Јулије Трошел, Персеј и Андромеда, 1840-1850
- Ежен Делакроа, Персеј и Андромеда, око 1853. године
- Пол Гистав Доре, Андромеда, 1869
- Гистав Моро, Персеј и Андромеда, 1870
- Едвард Појнтер, Андромеда, 1869
- Едвард Берн-Џонс, Персеј и Андромеда, 1876
- Џон Родам Спенсер Стенхоп, Андромеда, 1886
- Фредерик, лорд Лејтон, Персеј и Андромеда, 1891
- Феликс Валотон, Персеј убија змаја, 1910